# Dětmar (jméno)
Dětmar (německy Dietmar) je mužské křestní jméno germánského původu. Vzniklo spojením slov theud (lid) a mari (slavný). Podle českého kalendáře slaví svátek dne 17. května, společně se jménem Aneta.
Dětmar bylo jméno prvního pražského biskupa působícího v letech 976 až 982. Podle tohoto jména také získala svůj název obec Dětmarovice.

## Domácké podoby
Mezi domácké podoby jména Dětmar patří Dětmarek, Dětek, Dětík, Ďéťa, Marek, Mareček apod.

## Počet nositelů
K roku 2014 žilo na světě přibližně 186 025 nositelů jména Dietmar. Nejčastější je v Německu, kde žije 170 458 nositelů (celkem 91,62 % všech nositelů) a jde o 159. nejčastější jméno. Poměrně časté je toto jméno i v Rakousku, kde žije 12 238 nositelů a jde o 153. nejčastější jméno.

## Vývoj popularity
Od roku 1964 jméno Dětmar zcela vymizelo, nenarodil se žádný další nositel. I předtím se ovšem vyskytovalo velmi sporadicky a nikdy se nenarodili více než dva nositelé za rok.

## Významné osobnosti
- Dietmar Constantini - rakouský fotbalista a trenér
- Dietmar Danner – německý fotbalista
- Dietmar Grieser – rakouský spisovatel
- Dietmar Haaf – německý atlet
- Dietmar Hamann – německý fotbalista
- Dietmar Hötger – německý judista
- Dietmar Huhn – německý herec
- Dietmar Lorenz – německý judista
- Dětmar z Merseburku – biskup a kronikář
- Dietmar Millonig – rakouský atlet
- Dietmar Mögenburg – německý atlet
- Dětmar II. Salcburský – salcburský arcibiskup